# Ибуки (дыхание)
Ибуки (яп. いぶき — дыхание) — жёсткое силовое дыхание, назначение которого — максимальная концентрация бойца. Механически — это медленный, но очень мощный силовой выдох низом живота, имеющий также звуковое сопровождение (как правило «киай», «осу»). По мере выдыхания (вытеснения) воздуха происходит значительное напряжение мышц брюшного пресса. В заключительной стадии дыхания, когда возникает ощущение того, что уже весь воздух вышел, остатки воздуха практически принудительно «выкашливаются» бойцом. В итоге боец, выполнивший правильно данное дыхание, выдерживает, без последствий для внутренних органов, значительные по силе удары, особенно в область живота.
Классическое упражнение в карате — боец встаёт в стойку сантин-дати, выполняет дыхание ибуки с постановкой рук в морото-ути-укэ, после чего тренер или старший ученик довольно значительно, по силе, бьют ногой прямой удар мае-гери в живот. Если сила удара слабая или средняя по значению, боец так и остаётся стоять в этой стойке. Кинетическая энергия бьющей ноги гасится статикой положения тела и напряжением мышц живота. Если удар значителен, по силе, то боец практически отскакивает назад, но не сам, а его отбрасывает сила удара, но в итоге он всё равно остаётся в том положении в каком он пребывал до проведения удара.